# Sandro Tomić
Sandro Tomić (Split, 14. lipnja 1967.), bivši je hrvatski nogometaš i sadašnji trener. Trenutačno je pomoćnik izbornika turkmenistanske reprezentacije Ante Miše.

## Igračka karijera
Igračku karijeru započeo u Primorcu iz Stobreča. Igrao u Hajduku i Zagrebu u 1. HNL. Prva utakmica za Hajduk bila je u kupu, u početnoj postavi protiv Španskog 29. studenoga 1994. godine. Član momčadi Hajduka koja je 1995. godine osvojila naslov prvaka. S mađarskim Debrecenom osvojio je naslov prvaka 2005. i 2006. i dva superkupa. S Honvedom je osvojio kup.
21. kolovoza 2007. Tomić je potpisao ugovor s novoosnovanim iranskim klubom Hamedanom.
Trebao je biti u sastavu hrvatske nogometne reprezentcije na svjetskom prvenstvu 1998. godine. Već je bio na popisu koji je sastavio izbornik Miroslav Blažević, no ozlijedio je rame pred prvenstvo.
Nikad nije zaigrao u Hajdukovoj prvoj postavi kao prvi vratar, jer su ispred njega bili potvrđeni vratari kao Tonći Gabrić i Zoran Slavica. Odigrao je 14 službenih utakmica za Hajduk.
Njegov sin Fabjan Tomić također je vratar u Hajduku.
Statistika u Hajduku
| Natjecanje        | Nastupi | Zgoditci |
| ----------------- | ------- | -------- |
| Prvenstvo         | 2       | 0        |
| Kup               | 2       | 0        |
| Superkup          | 0       | 0        |
| Međunarodne       | 0       | 0        |
| Splitski podsavez | 0       | 0        |
| Ukupno            | 4       | 0        |
| Prijateljske      | 5       | 0        |
| Sveukupno         | 9       | 0        |

## Priznanja
Hajduk Split
- Prva HNL (1): 1994./95.
- Hrvatski nogometni kup (1): 1994./95.

Debreceni
- Nemzeti Bajnokság I (2): 2004./05., 2005./06.
- Szuperkupa: 2005., 2006.

Honved
- Kup (1): 2006./2007.